# Lacabarède
Lacabarède es una comuna francesa situada en el departamento de Tarn, en la región de Occitania.

## Demografía
| 611 | 524 | 428 | 386 | 304 | 304 | 298 |
| Para los censos de 1962 a 1999 la población legal corresponde a la población sin duplicidades (Fuente: INSEE [Consultar]) |     |     |     |     |     |     |